# Церковь Архангела Михаила (Новопышминское)
Церковь Архангела Михаила — православный храм в селе Новопышминское, Свердловской области.
Решением № 535 Исполнительного комитета Свердловского областного Совета народных депутатов от 31 декабря 1987 года присвоен статус памятника архитектуры регионального значения.

## История
Постройка первого деревянного здания храма относится к концу XVII века. Второй деревянный храм был заложен в 1786 году. Постройка капитального каменного здания началась в 1796 году. В 1810 году был освящён придел в честь мученицы Параскевы, в 1822 году главный храм освящён в честь архангела Михаила. В 1864 году по периметру территории храма построена каменная ограда с железной решёткой.
Церковный причт состоял из священника, диакона и псаломщика. К приходу относились 2 часовни в селе, часовня в деревне Заимка и деревне Мельничная.
В 1934 году запрещён колокольный звон. 9 июля 1935 года храм закрыт постановлением президиума облисполкома за № 1629.
С 1941 года в здания, относящихся к церкви, были эвакуированы воспитанники детского дома № 14 с железнодорожной станции Буча, из пригорода Киева. С 1935 по 1965 год на базе храма действовала средняя сельская школа. В 1965 году школа в храме была закрыта, а само здание было отдано колхозу под складские помещения.
Сейчас в здании церкви размещается склад запчастей сельскохозяйственной техники колхоза: оборудование для животноводческого комплекса, теплиц, запчасти к машинам и тракторам. Здание не восстанавливается.

## Архитектура
В первоначальном проекте здание храма имело чётное трёхчастное построение: храм с пятигранной апсидой, трапезная и колокольня, вытянутые по одной оси. В начале XX века западная часть была значительно расширена пристройкой боковых приделов, алтари которых частично закрыли низ храмового объёма, а также притвором передней части колокольни.
Высокий стройный четверик храма разделён карнизом на уровне апсиды и трапезной. Окнам нижнего яруса приданы плоские «ушастые» наличники. В верхнем ярусе два ряда окон, попарно наделённых единым вертикальным обрамлением, дополненным сандриками. Здесь же в простенках и справа и слева от углов выведены рустованные пилястры-тяги, а в завершении стен — ложный многообломный карниз.
Приделы имеют треугольные щипцы и гладкие стены, прорезанные высокими арочными окнами с профилированными архивольтами. Колокольня состоит из массивных четырёхгранных ярусов и завершена низким восьмёриком, куполом и шпилем.
Внутри храмовое помещение перекрыто четырёхлотковым сомкнутым сводом без фонаря. Трапезная сообщается с приделами широкими арками.